# ویکتور آمادئوس دوم
ویکتور آمادئوس دوم (ویتوریو آمدیوس سباستیانو؛ ۱۴ مه ۱۶۶۶ – ۳۱ اکتبر ۱۷۳۲) دوک ساووا از سال ۱۶۷۵ تا ۱۷۳۰ میلادی بود. در ضمن، عناوین دیگر او نیز عبارت بودند از: شاهزاده پیمونت، کنت آئوستا و موریانا و نیس، مارکی سالوزا و دوک مونتفرات. لوئی چهاردهم شاه فرانسه کوشید که با انجام ازدواج ویکتور آمادئو و برادرزاده خود یعنی آن ماری دی اورلئان، نفوذ فرانسه را بر ساووا گسترش دهد اما ویکتور آمادئو خیلی زود خود را از این سلطه و نفوذ آزاد کرد. ویکتور آمادئوس دوم در سال ۱۶۷۵ میلادی به دنبال مرگ پدرش به قدرت رسید؛ اگرچه، به دلیل سن کم (نه سال)، مادرش نایب السطنه شد و تا ۱۶۸۴ میلادی، فرمانروای راستین کشور بود. ویکتور آمادئوس پس از به دست گرفتن قدرت، وارد عرصه سیاسی اروپا شد. او در جنگ جانشینی اسپانیا شرکت جست و از این طریق، در سال ۱۷۱۳، شاه سیسیل گردید اما پس از پایان جنگ، این عنوان از او گرفته شد و در عوض، عنوان شاه ساردنی را بدست آورد. مقامی که کلیه جانشینان او تا زمان ایجاد پادشاهی ایتالیا و سپس سقوط آن در ۱۹۴۵ میلادی، در تملک خود داشتند. ویکتور آمادئوس دوم، میراث فرهنگی قابل توجهی برای ساردنی برجای گذاشت: کاخ سلطنتی تورین، کاخ واناریا و باسیلیکا سوپریا.

## کناره‌گیری از سلطنت
ویکتور آمادئوس دوم در سپتامبر ۱۷۳۰ از سلطنت کناره‌گیری کرد و جای خود را به فرزندش، شارل امانوئل، داد.